# 杨合
杨合 (1962年9月—2016年9月27日)，陕西蒲城人，材料学家，西北工业大学教授，主要从事航空航天高性能轻量化构件精确塑性成形研究。任中华人民共和国教育部第五批"长江学者"特聘教授，曾就读于南京航空航天大学、哈尔滨工业大学。